# Гиппоной
Гиппоной (др.-греч. Ἱππόνοος «понимающий лошадей») — персонаж древнегреческой мифологии. Царь Олена. Жена Астинома (дочь Талая). Отец Перибеи и Капанея
Действующее лицо трагедии Софокла «Гиппоной» (фр.300-302 Радт).